# Гвідобальдо дель Монте
Гвідобальдо дель Монте (італ. Guidobaldo Del Monte, 11 січня 1545, Пезаро — 6 січня 1607, Момбароччо) — італійський математик, астроном, філософ, механік. Був другом і покровителем Галілея. Його книжка «Liber Mechanicorum», опублікована у Пезаро у 1577 році вважається найважливішою для свого часу працею зі статики з часів античної Греції.

## Біографія
Гвідобальдо дель Монте народився 11 січня 1545 року у місті Пезаро у шляхетній і багатій родині.. Його батько, Раньєрі, одержав титул маркіза дель Монте від герцога Урбіно Гвідобальдо II делла Ровере. Батько був відомим військовим і автором двох книжок з воєнного будівництва.
З 1564 року вивчав математику у Падуанському університеті. У Падуї Гвідобальдо товаришував з Торквато Тассо.
Служив у війську Габсбургів у війні проти Османської імперії. Незабаром після закінчення війни з Туреччиною він вийшов у відставку, жив в сімейному замку Момбароччо, де продовжив свої дослідження аж до своєї смерті. Його вчителем з математики тут був Федеріко Коммандіно. У 1588 році був призначений керівником з фортифікаційних робіт в Тоскані.
Був покровителем Галілео Галілея, відіграв велику роль у призначеннях його на посади у Пізі і Падуї. Окрім Галілея, Гвідобальдо мав контакти і листування з іншими вченими і математиками свого часу, в тому числі Джакомо Контаріні і Франческо Бароцці.

## Твори

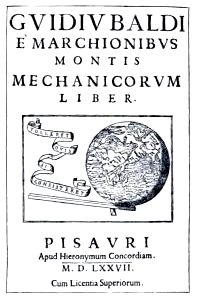
Обкладинка книжки Гвідобальдо дель Монте «Mechanicorum Liber», 1577.

Його книжка «Liber Mechanicorum», опублікована у Пезаро у 1577 році вважається найважливішою для свого часу працею зі статики з часів античної Греції. В ній він полімізує з такими авторами як Джордано Немораріо, Тарталья, Кардано, Бенедетті. Деякі положення, викладенні в книзі, були не прийняті Галелеєм, однак більша частина їх була прийнята вченим і представляла основу для його подальших досліджень.
- Liber mechanicorum. — Pesaro, 1577,
- Planisphaeriorum, 1579,
- Equilibrium of Planes, 1588,
- Perspectivae libri sex, 1600,
- Problematum astronomicorum, 1609,
- De cochlea, 1615.